# Roswitha Hartl
Roswitha Hartl (* 15. September 1962 in Leoben) ist eine ehemalige österreichische Judoka.

## Biografie
Roswitha Hartl kämpfte für den PSV Leoben und war ein fester Bestandteil der österreichischen Nationalmannschaft. Ihre größten Erfolge waren der dritte Rang bei der Weltmeisterschaft in Essen 1987 und der Gewinn der Bronzemedaille bei den Olympischen Sommerspielen 1988 im Vorführbewerb.
Hartl is verheiratet, hat eine Tochter und arbeitet in Leoben.

## Erfolge
- 1. Rang ASKÖ World Tournament Leonding  1989 – 61 kg
- 1. Rang Tournament Fukuoka Japan 1986 – 66 kg
- 1. Rang British Open London 1986 – 66 kg
- 1. Rang British Open London 1984 – 66 kg
- 1. Rang International Zurich Championships 1983 – 66 kg
- 2. Rang World Masters Rüsselsheim 1992 – 66 kg
- 2. Rang Europameisterschaft London 1986 – 66 kg
- 2. Rang Europameisterschaft Landskrona 1985 – 66 kg
- 2. Rang German Open Fürstenfeldbruck 1985 – 66 kg
- 2. Rang Europameisterschaft Pirmasens 1984 – 66 kg
- 2. Rang Tournament Fukuoka Japan 1989 – 66 kg
- 3. Rang Mannschaftseuropameisterschaft  Wien 1989 – 66 kg
- 3. Rang Tournoi de Paris 1989 – 66 kg
- 3. Rang Olympische Spiele Seoul 1988 – 66 kg
- 3. Rang ASKÖ World Tournament Leonding  1988 – 66 kg
- 3. Rang Europameisterschaft Pamplona 1988 – 66 kg
- 3. Rang Tournoi de Paris 1988 – 66 kg
- 3. Rang Weltmeisterschaft 1987 Essen – 66 kg[4]
- 3. Rang British Open Birmingham 1987 – 66 kg
- 3. Rang ASKÖ World Tournament Leonding  1987 – 66 kg
- 3. Rang International Tournament Kielce Polish Open  1987 – 66 kg
- 3. Rang Dutch Open Nieuwegein  1986 – 66 kg
- 3. Rang ASKÖ World Tournament Leonding  1984 – 66 kg
- 7. Rang Weltmeisterschaft 1989 Belgrad – 66 kg

- mehrfache österreichische Meisterin[2]